# 孔述睿
孔述睿（730年—800年），唐朝越州山阴县（今浙江省绍兴市）人。孔子三十九代孙，南梁侍中孔休源八世孙，孔德绍玄孙。曾祖孔昌寓，官至膳部郎中。父亲孔祖舜，官至监察御史。父亲孔齐参，官至宝鼎令。
孔述睿年轻时与兄孔克符、弟孔克让，以侍奉父母孝顺闻名。父母去世后，隐居在嵩山。孔述睿好学不倦，大历年间，转运使刘晏表荐孔述睿有颜回、闵损之行，子游、子夏之学。唐代宗以太常寺协律郎征召他。转任国子博士，历任尚书司勋员外郎、史馆修撰。孔述睿每次被加恩命，暂至朝廷谢恩，十天后以病推脱，回归旧隐之处。唐德宗即位，以谏议大夫银章朱绶，命河南尹赵惠伯带着诏书、玄纁束帛，到嵩山以礼征聘。孔述睿既至，召对于别殿，特赐第宅，给他厩马，兼为皇太子侍读。十天后多次上表固辞，按照之前乞还旧山。唐德宗下诏。孔述睿恳辞不获，于是就职。之后，改任秘书少监，兼右庶子，再加史馆修撰。孔述睿精于地理，在馆重修《地理志》，时称详细考究。他性情谦和退让，与物无争，每次亲朋集会，好像不会说话，人都敬服他。当时令狐峘充修撰，与孔述睿同职，多以细碎之事侵扰孔述睿，孔述睿都让他，不与他争，时人称为长者。
贞元四年（788年），命他带着诏书并御馔、衣服数百袭，去平凉盟会处祭祀陷殁将士骸骨，以孔述睿性格真诚谨慎。贞元九年（793年），因病上表，请罢官。下诏不许，孔述睿再三上表，方获允许，以太子宾客赐紫金鱼袋致仕，放归乡里。赐帛五十匹、衣一袭。旧例，致仕还乡之人，都不给公乘，德宗优宠儒者，特命给他准备。贞元十六年（800年）九月去世，时年七十一岁。赠工部尚书。其子孔敏行。